# Michel Plasse
Pour les articles homonymes, voir Plasse.
Michel Pierre Plasse (né le 1er juin 1948 à Montréal au Québec - mort le 30 décembre 2006), est un joueur professionnel de hockey sur glace qui évoluait au poste de gardien de but. 

## Carrière
Plasse est le premier choix du repêchage amateur de 1968 de la Ligue nationale de hockey par les Canadiens de Montréal avec lesquels, il remporte la Coupe Stanley en saison 1972-1973 à titre de substitut de Ken Dryden. C'est cependant avec les Blues de Saint-Louis qu'il joue sa première partie dans la Ligue Nationale, au cours de la saison 1970-71, puisqu'il a été "prêté" à cette organisation pour une saison avant d'être rapatrié à Montréal. Il joue dans la Ligue nationale de hockey de 1970 à 1982 pour Montréal, les Blues de Saint-Louis, les Scouts de Kansas City, les Penguins de Pittsburgh, les Rockies du Colorado et les Nordiques de Québec.
En 1973-74, il partage le travail devant le filet des Canadiens avec Michel Larocque et Wayne Thomas, alors que Dryden a causé la surprise en refusant de jouer cette saison afin de terminer ses études en droit et passer son barreau. Il est le moins efficace du trio et est alors disponible lors du repêchage d'expansion qui suit la saison, étant réclamé par Kansas City. Il joue plutôt bien lors de premiers mois des Scouts, malgré une brigade défensive très médiocre, et est échangé aux Penguins au mois de janvier 1975 en retour du jeune gardien Denis Herron et du défenseur Jean-Guy Lagacé. Il va devenir le gardien principal à Pittsburgh, participant à trois matchs des séries éliminatoires en 1976 et y inscrivant même un blanchissage. Cependant, les Penguins décident après la saison de rapatrier Herron en lui faisant signer un contrat à titre d'agent libre. Il revient à un arbitre de décider la compensation à verser à son ancienne équipe, les Scouts, devenus entre-temps les Rockies du Colorado, et Plasse prend le chemin du Colorado en compagnie de Colin Campbell et de Simon Nolet. 
Les quatre saisons de Plasse au Colorado en font le gardien le plus utilisé de l'histoire de cette équipe, et comme adjoint de Doug Favell en 1977-78, il contribue à faire participer les Rockies aux séries éliminatoires pour la seule fois de leur histoire. C'est cependant Favell qui jouera les deux matchs de cette série. Il perd cependant son poste en 1979-80 après plusieurs mauvaises performances en début de saison et se retrouve dans les ligues mineures avec les Texans de Fort Worth. Après la saison, il signe un contrat comme agent libre avec les Nordiques de Québec. Il partage le travail avec Michel Dion en début de saison, mais face aux mauvaises performances de ce dernier, les Nordiques font coup sur coup l'acquisition de deux gardiens d'expérience, Ron Grahame et Daniel Bouchard. Bouchard va connaître une excellente fin de saison, menant les Nordiques en séries éliminatoires de la LNH pour la première fois de leur histoire. Plasse ne joue que 14 minutes dans les séries huitièmes de finale, perdues face aux Flyers de Philadelphie. Il revient à titre de substitut en 1981-82, mais son travail laisse à désirer. En janvier 1982, il est échangé aux Whalers de Hartford en retour d'un autre gardien, John Garrett, mais il ne jouera jamais pour cette équipe, terminant la saison dans les mineures avec les Whalers de Binghamton. Il prend sa retraite après la saison.
Il est le tout premier gardien de but professionnel à avoir inscrit un but, alors qu'il évolue pour les Blues de Kansas-City (CHL) au cours de la saison 1970-1971. 
Il meurt d'une crise cardiaque le 30 décembre 2006 à l'âge de 58 ans. Il avait fait de La Visitation-de-l'Île-Dupas, près de Berthierville, son lieu de résidence, où il faisait de la pêche sportive.

## Statistiques
| Saison     | Équipe                          | Ligue          |     | Saison régulière | Saison régulière | Saison régulière | Saison régulière | Saison régulière | Saison régulière | Saison régulière | Saison régulière | Saison régulière | Saison régulière |    | Séries éliminatoires | Séries éliminatoires | Séries éliminatoires | Séries éliminatoires | Séries éliminatoires | Séries éliminatoires | Séries éliminatoires | Séries éliminatoires | Séries éliminatoires |
| Saison     | Équipe                          | Ligue          | PJ  | V                | D                | Pr/N             | Min              | BC               | Moy              | % Arr            | Bl               | Pun              | PJ               | V  | D                    | Min                  | BC                   | Moy                  | % Arr                | Bl                   | Pun                  |                      |                      |
| 1967-1968  | Rangers de Drummondville        | LHJQ           | 30  |                  |                  |                  | 1 800            | 63               | 2,1              |                  | 3                |                  | 10               | 8  | 2                    | 600                  | 32                   | 3,2                  |                      | 1                    |                      |                      |                      |
| 1968       | Rangers de Drummondville        | Coupe Memorial | 4   | 1                | 3                | 0                | 250              | 19               | 4,56             |                  | 0                |                  | 4                | 1  | 3                    | 250                  | 19                   | 4,56                 |                      | 0                    |                      |                      |                      |
| 1968-1969  | Barons de Cleveland             | LAH            | 7   | 2                | 4                | 0                | 320              | 27               | 5,06             |                  | 0                | 0                |                  |    |                      |                      |                      |                      |                      |                      |                      |                      |                      |
| 1969-1970  | Rockets de Jacksonville         | EHL            | 61  |                  |                  |                  | 3 660            | 297              | 4,87             |                  | 0                | 0                | 4                | 0  | 4                    | 240                  | 35                   | 8,75                 |                      | 0                    | 0                    |                      |                      |
| 1970-1971  | Blues de Saint-Louis            | LNH            | 1   | 1                | 0                | 0                | 60               | 3                | 3                | 91,7             | 0                | 0                |                  |    |                      |                      |                      |                      |                      |                      |                      |                      |                      |
| 1970-1971  | Blues de Kansas City            | LCH            | 16  |                  |                  |                  | 960              | 42               | 2,63             |                  | 0                | 2                |                  |    |                      |                      |                      |                      |                      |                      |                      |                      |                      |
| 1971-1972  | Voyageurs de la Nouvelle-Écosse | LAH            | 36  | 17               | 13               | 4                | 2 036            | 94               | 2,77             |                  | 1                | 0                | 15               | 12 | 3                    | 912                  | 19                   | 1,25                 |                      | 3                    | 4                    |                      |                      |
| 1972-1973  | Canadiens de Montréal           | LNH            | 17  | 11               | 2                | 3                | 931              | 40               | 2,58             | 91,2             | 0                | 4                |                  |    |                      |                      |                      |                      |                      |                      |                      |                      |                      |
| 1973-1974  | Canadiens de Montréal           | LNH            | 15  | 7                | 4                | 2                | 838              | 57               | 4,08             | 86,3             | 0                | 0                |                  |    |                      |                      |                      |                      |                      |                      |                      |                      |                      |
| 1974-1975  | Scouts de Kansas City           | LNH            | 24  | 4                | 16               | 3                | 1 420            | 96               | 4,06             | 87,6             | 0                | 18               |                  |    |                      |                      |                      |                      |                      |                      |                      |                      |                      |
| 1974-1975  | Penguins de Pittsburgh          | LNH            | 20  | 9                | 5                | 4                | 1 093            | 73               | 4,01             | 88,8             | 0                | 6                |                  |    |                      |                      |                      |                      |                      |                      |                      |                      |                      |
| 1975-1976  | Penguins de Pittsburgh          | LNH            | 55  | 24               | 19               | 10               | 3 090            | 178              | 3,46             | 89               | 2                | 8                | 3                | 1  | 2                    | 180                  | 8                    | 2,67                 | 81,4                 | 1                    |                      |                      |                      |
| 1975-1976  | Bears de Hershey                | LAH            | 5   | 0                | 4                | 0                | 278              | 25               | 5,4              |                  | 0                | 2                |                  |    |                      |                      |                      |                      |                      |                      |                      |                      |                      |
| 1976-1977  | Rockies du Colorado             | LNH            | 54  | 12               | 29               | 9                | 2 982            | 190              | 3,82             | 88,9             | 0                | 0                |                  |    |                      |                      |                      |                      |                      |                      |                      |                      |                      |
| 1977-1978  | Rockies du Colorado             | LNH            | 24  | 3                | 12               | 8                | 1 382            | 90               | 3,91             | 87,1             | 0                | 12               |                  |    |                      |                      |                      |                      |                      |                      |                      |                      |                      |
| 1977-1978  | Gulls de Hampton                | LAH            | 2   | 0                | 1                | 1                | 124              | 5                | 2,42             |                  | 0                | 0                |                  |    |                      |                      |                      |                      |                      |                      |                      |                      |                      |
| 1978-1979  | Firebirds de Philadelphie       | LAH            | 7   | 0                | 6                | 1                | 423              | 31               | 4,39             |                  | 0                | 2                |                  |    |                      |                      |                      |                      |                      |                      |                      |                      |                      |
| 1978-1979  | Rockies du Colorado             | LNH            | 41  | 9                | 29               | 2                | 2 299            | 152              | 3,97             | 87,3             | 0                | 4                |                  |    |                      |                      |                      |                      |                      |                      |                      |                      |                      |
| 1979-1980  | Rockies du Colorado             | LNH            | 6   | 0                | 3                | 2                | 327              | 26               | 4,77             | 84               | 0                | 0                |                  |    |                      |                      |                      |                      |                      |                      |                      |                      |                      |
| 1979-1980  | Texans de Fort Worth            | LCH            | 32  | 9                | 13               | 3                | 1 632            | 113              | 4,15             |                  | 0                | 26               | 14               | 8  | 5                    | 827                  | 41                   | 2,97                 |                      | 1                    | 2                    |                      |                      |
| 1980-1981  | Nordiques de Québec             | LNH            | 33  | 10               | 14               | 9                | 1 932            | 118              | 3,66             | 87,6             | 0                | 0                | 1                | 0  | 0                    | 14                   | 1                    | 4,2                  | 87,5                 | 0                    | 0                    |                      |                      |
| 1981-1982  | Nordiques de Québec             | LNH            | 8   | 2                | 3                | 1                | 386              | 35               | 5,43             | 82,1             | 0                | 0                |                  |    |                      |                      |                      |                      |                      |                      |                      |                      |                      |
| 1981-1982  | Whalers de Binghamton           | LAH            | 8   | 3                | 3                | 1                | 444              | 32               | 4,32             |                  | 0                | 2                |                  |    |                      |                      |                      |                      |                      |                      |                      |                      |                      |
| Totaux LNH | Totaux LNH                      | Totaux LNH     | 298 | 92               | 136              | 53               | 16 741           | 1 058            | 3,79             | 88,3             | 2                | 52               | 4                | 1  | 2                    | 194                  | 9                    | 2,78                 |                      | 1                    |                      |                      |                      |

## Trophées et honneurs personnels
- Deuxième équipe d'étoiles de la LHJQ[6]
- Coupe Calder en 1971-1972
- Coupe Stanley en 1972-1973